# Papua Zachodnia
Papua Zachodnia (indonez. Papua Barat) – prowincja w Indonezji na wyspie Nowa Gwinea; powstała w 2003 r. z części prowincji Papua jako Irian Jaya Zachodni (Irian Jaya Barat). Nazwę prowincji na obecną zmieniono 7 lutego 2007. W 2022 r. z części Papui Zachodniej utworzono okrąg specjalny: Papua Południowo-Zachodnia.
Powierzchnia prowincji wynosi 60 275 km²; zamieszkuje ją 613,18 tys. mieszkańców (2024); stolicą jest Manokwari. Dzieli się na 7 dystryktów. Obejmuje półwyspy Ptasia Głowa i Bomberai. Główne miasta: Manokwari, Fak-fak.
Od powstania Indonezji na wyspie działa silny ruch separatystyczny, dążący do oderwania Irianu od Indonezji. W listopadzie 2004 doszło do ugody, na mocy której prowincji Irian Jaya Zachodni przyznano autonomię. Nie zgodzono się jednak na ponowne połączenie prowincji Irian Jaya Zachodni i Papua, z obawy przed dążeniami do przyłączenia kraju do Papui-Nowej Gwinei.
Określenie „Papua Zachodnia” bywa także odnoszone do całej zachodniej (indonezyjskiej) części Nowej Gwinei, wraz z okolicznymi mniejszymi wyspami, w opozycji do wschodniej części wyspy (należącej do niepodległej Papui-Nowej Gwinei). Nazwa ta jest powszechna w użyciu międzynarodowym, choć nie występuje w oficjalnym podziale administracyjnym. Wykorzystywana jest również w literaturze lingwistycznej, przy omawianiu języków zachodniej Nowej Gwinei i okolic.

## Podział administracyjny
Papua Zachodnia dzieli się na 7 dystryktów (kabupaten), w nawiasie są stolice:
- Fak-fak (Fak-fak)
- Kaimana (Kaimana)
- Manokwari (Manokwari)
- Teluk Bintuni (Bintuni)
- Teluk Wondama (Rasiei)
- Manokwari Selatan (Ransiki)
- Pegunungan Arfak (Anggi)